# 森本義夫
森本 義夫（もりもと よしお、1893年〈明治26年〉1月27日 - 1954年〈昭和29年〉12月6日）は、大正後期から昭和期の鉄道官僚、政治家。衆議院議員。

## 経歴
福岡県京都郡白川村（現・苅田町）で生まれる。1912年（明治45年）豊津中学校（現・福岡県立育徳館中学校・高等学校）を卒業。第五高等学校（現・熊本大学）を経て、1919年（大正8年）東京帝国大学法学部法律学科（独法）を卒業した。
法制局に入り法制局属に任官したが、鉄道省に転じ鉄道属となる。以後、鉄道局副参事、在外研究員、国際観光局書記官、鉄道局参事、鉄道省大臣官房保健課長、新潟鉄道局長を歴任し、鉄道調査部長で退官した。
その後、鉄道省嘱託、陸軍省嘱託、華中鉄道公司嘱託、大日本労務報国会厚生局長、同理事、恩給金庫評議員、鉄道会議議員などを務めた。
1946年（昭和21年）4月、第22回衆議院議員総選挙で福岡県第2区から日本社会党公認で出馬して当選し、衆議院議員に1期在任した。
その後、大和運輸顧問、大阪東運送相談役を務めた。